# プレイヤーズ
『プレイヤーズ』は、日本テレビ系列局の一部で放送されていた日本テレビ製作のバラエティ番組である。製作局の日本テレビでは2000年4月2日（4月1日深夜）から2001年4月1日（3月31日深夜）まで放送。

## 概要
前番組『DAISUKI!』と同様に「遊び」をテーマにしていた深夜番組であるが、その中でも特に「大人ならではの遊び」を提案することをコンセプトにしていた。番組は、架空の会員制高級社交クラブ「クラブ・プレイヤーズ」を舞台に進行。同クラブをイメージしたスタジオでは、支配人の藤村俊二ほかレギュラー陣がその日のゲストとともに事前収録した企画VTRを見ながらトークを繰り広げていた。
このVTRには、臼井静やネプチューンのメンバーなどが出演していた。彼女たちはクラブの正会員を目指して研鑽を積む準会員という設定の下、東京都内各地で「大人ならではの遊び」を体験するロケを行っていた。このうち、ネプチューンの3人は当初はロケには参加していなかったが、2000年10月に準会員に昇格したのを機にロケにも参加するようになった。また、同時期より彼ら3人によるロケ企画「PLAYER'S PLAY ROOM」が行われるようになった。3人は毎回関口和之（サザンオールスターズ）の指導の下でウクレレに挑戦し、その成果を同年12月の「クラブ・プレイヤーズ クリスマスパーティ」で披露した。

## 放送時間
いずれも日本標準時、日本テレビでの放送時間。
- 日曜0:25 - 1:25（土曜深夜、2000年4月2日 - 10月1日）
- 日曜0:50 - 1:50（土曜深夜、2000年10月8日 - 2001年4月1日）：土曜23:30枠で『ナイナイサイズ!』がスタートするのに伴い、以後は直前枠の『きょうの出来事』や『スポーツうるぐす』とともに25分繰り下げて放送。

## 出演者

### 支配人
- 藤村俊二

### コンシェルジュ
- 柴田倫世（当時日本テレビアナウンサー）：柴田は当時、直前の時間帯に放送されていた『スポーツうるぐす』にも出演していた。

### 準会員
- 臼井静
- 松田樹里
- 永田杏奈
- 名倉潤（ネプチューン）
- 原田泰造（ネプチューン）
- 堀内健（ネプチューン）

## スタッフ
- ディレクター：松田由紀子、西崎修一
- アシスタントプロデューサー：井野知美、川嶋典子
- プロデューサー：島田顕、網島弘子、川口浩也
- チーフプロデューサー：吉川圭三
- 制作著作：日本テレビ

## エンディングテーマ
- D.D.D（Jula）
- Little Girl（田口理恵）

## 補足
同時ネット局のひとつだった札幌テレビは、本番組1回目の放送時に2000年3月31日の有珠山噴火に関する情報をL字型画面で流していた。